# Strumnitza
Strumnitza (łac. Diocesis Strumnitzensis) – stolica historycznej diecezji na Bałkanach, istniejąca ok. XI wieku. Sufragania archidiecezji Ochryda. Współcześnie miasto Strumica we wschodniej Macedonii. W latach 1933–2018 katolickie biskupstwo tytularne.
31 października 2018, w związku z erygowaniem eparchii Strumicy-Skopja, papież Franciszek zniósł dotychczasową stolicę tytularną.

## Biskupi tytularni
| Lp. | Biskup                          | Funkcja                                 | Od                | Do                   |
| --- | ------------------------------- | --------------------------------------- | ----------------- | -------------------- |
| 1   | Jesús Emilio Jaramillo Monsalve | wikariusz apostolski Arauca (Kolumbia)  | 11 listopada 1970 | 19 lipca 1984        |
| 2   | Juraj Jezerinac                 | biskup pomocniczy Zagrzebia (Chorwacja) | 11 kwietnia 1991  | 25 kwietnia 1997     |
| 3   | Method Kilaini                  | biskup pomocniczy Bukoby (Tanzania)     | 22 grudnia 1999   | 31 października 2018 |